# Cachou (couleur)
Pour les articles homonymes, voir Cachou (homonymie).

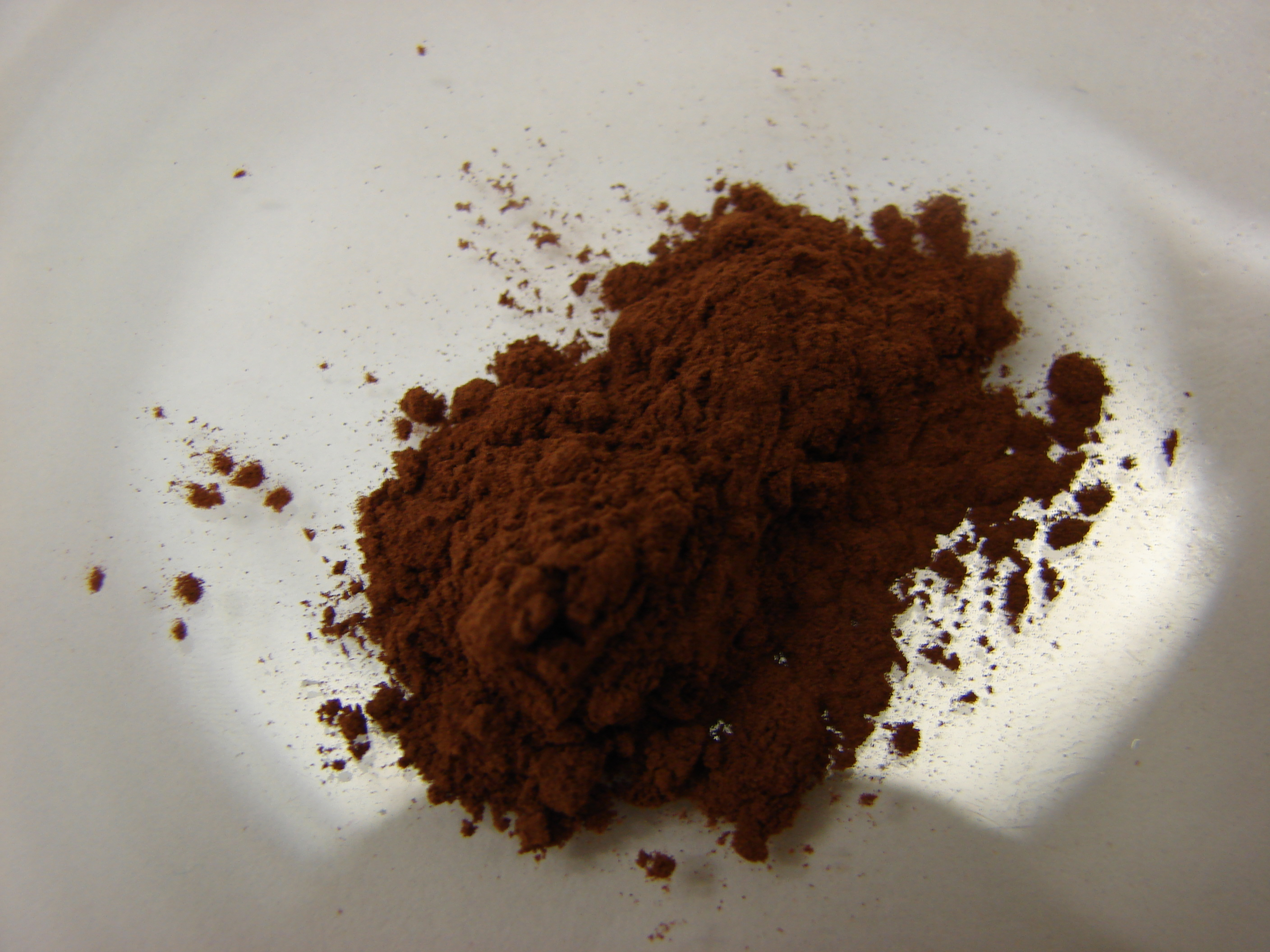
Teinture de cachou brute.

La couleur cachou désigne, selon les références de ceux qui emploient ce terme, des couleurs qui peuvent être claires et jaunâtres, ou sombres et brunâtres, rougeâtres ou bleuâtres. Dans certains cas, ces couleurs répondent aux différentes teintes qu'on obtient, selon le traitement, de la teinture de cachou.

## Inventaire de couleurs ditescachou
- C'est la couleur brun-rougeâtre des voiles de vieux gréements teints au cachou brut.
- Dans les beaux-arts, la couleur cachou peut être un kaki ou beige foncé[1], correspondant à une teinte obtenue avec la teinture à la catéchine extraite du cachou.
- Dans le domaine de l'habillement, la couleur cachou peut être un « marron assez clair[2] ».
- Le Répertoire des couleurs des chrysanthémistes (1905) mentionne un gris cachou, que les auteurs préfèrent appeler Gris fumée, parce que « le Cachou […] servait autrefois de base à diverses nuances pour la teinturerie : jaunes, rouges, marrons et brunes; c'est pourquoi nous n'avons pas adopté ce terme. Aujourd'hui on emploie le Cachou de diamine, qui donne du Marron ou du Violet selon la manière dont il est traité[3] ». Selon Radio Canada, il pourrait s'agir d'une confusion entre le cachou et le cajou, dont la noix crue a une couleur grise[4].
- Pour certains, c'est un brun très sombre, sans doute en référence au cachou Lajaunie, dont la couleur doit plus au suc de réglisse qui en est le principal ingrédient qu'à la teinture de cachou, aux propriétés médicinales, de laquelle le bonbon tire son nom.
- On trouve dans le domaine de la mode et de la décoration des références à un « bleu cachou », d'une couleur sombre.

## Teintures et pigments
Quoique connu depuis longtemps pour son usage médicinal, le cachou ne fut appliqué que vers 1830 à l'impression des tissus. Jacques-Juste Barbet de Jouy fut le premier qui l'employa, et il s'en servit pendant deux ans à l'insu de ses concurrents ; Jean Schlumberger l'introduisit en Alsace.
Le cachou extrait de l'acacia comprend plusieurs substances, dont un tanin et une catéchine. Le processus de fabrication pouvait séparer une teinture appelée cachou jaune qui donne une couleur kaki, et le pigment, donnant une teinte brune-rougeâtre.
La teinture de catéchine extraite du cachou donne un jaune foncé avec le coton mordancé à l'alun, en olivâtre quand il est préparé aux sels de fer ; on peut faire virer ces teintes au brun par un passage au bichromate de potasse. La teinture préparée avec du cachou et de l'acétate de cuivre donne des « nuances bois avec l'alumine, et cannelle avec le fer ».

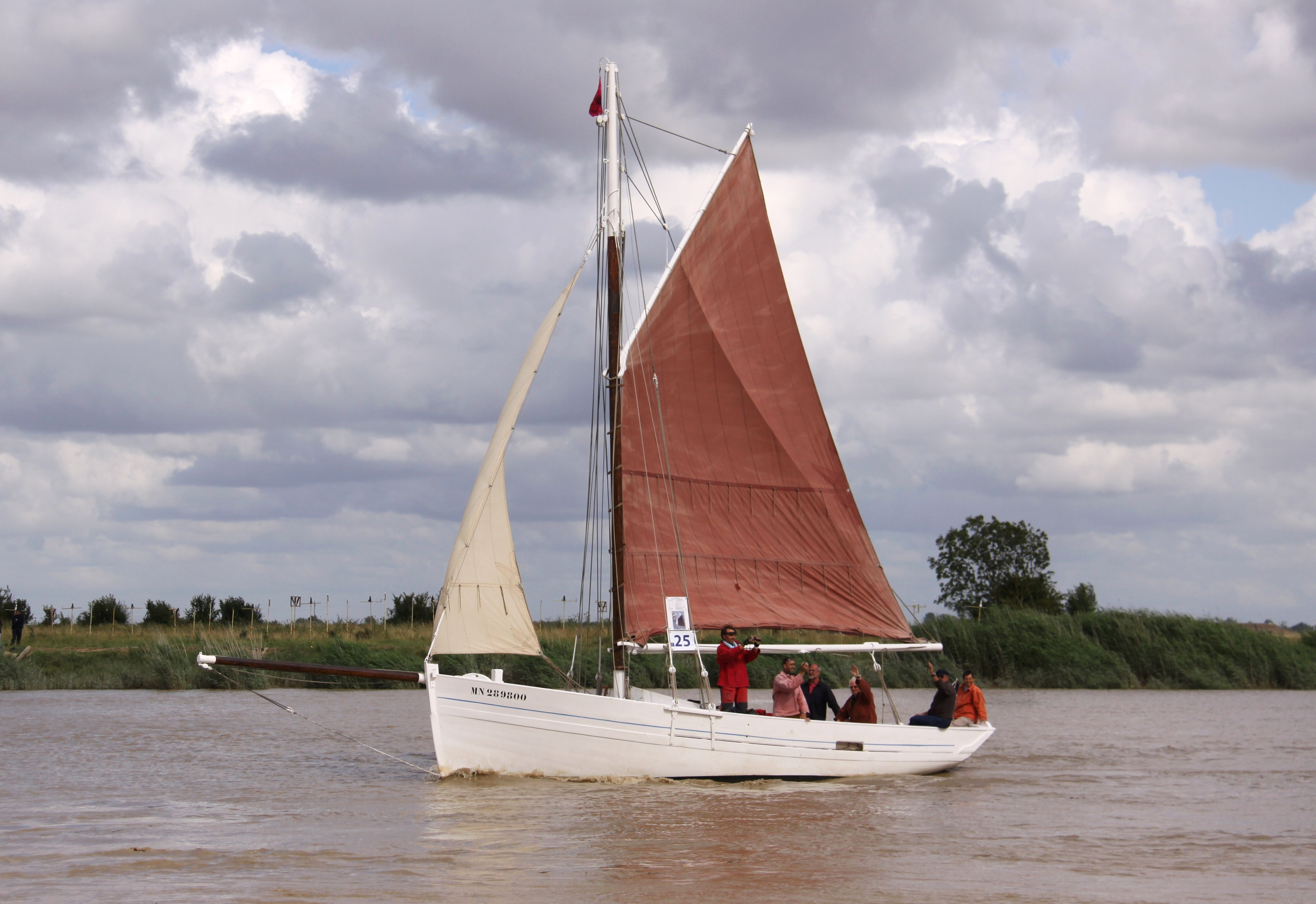
Grand-voile cachou (ou imitation).

On a employé, pendant la seconde moitié du XIXe siècle et la première du XXe siècle, le pigment cachou d'acacia catechu comme teinture pour les filets de pêche et les voiles des navires tant en Europe qu'en Extrême-Orient. Il donne une couleur caractéristique, du brun vif au brun rouge plus ou moins foncé. La teinture constitue un tannage qui protège le coton de la voile de la putréfaction.

« Ce sont les pêcheurs eux-mêmes qui “tannent” les voiles, ils les étendent sur le quai et avec des balais et des brosses à grand manche, ils étalent sur la toile le cachou liquide qui lui donne cette couleur brune qui fait le bonheur des peintres. »

— Annales de Bretagne, 1936.
La teinture, parfois additionnée de quercitron, a servi pour la teinture de toutes autres toiles destinées à être exposées aux intempéries.
Le cachou a pu servir aussi comme virage pour les photographies.